# Коротовский, Евгений Геннадьевич
Евгений Геннадьевич Коротовский (род. 1 июня 1992 года, Смоленск) — российский легкоатлет, специализирующийся в метании молота. Чемпион России 2019 года. Мастер спорта России международного класса (2018).

## Биография
Евгений Геннадьевич Коротовский родился 1 июня 1992 года. В 2010 году окончил среднюю школу № 3 г. Смоленска.
Тренировался в СШОР «Юность Москвы по лёгкой атлетике имени братьев Знаменских», ЦСП, ДЮСШ «Юность России» под руководством Александра Анатольевича Пучкова и Евгения Сергеевича Козлова. На соревнованиях представляет Москву и Смоленскую область.
Окончил факультет индивидуальных образовательных технологий Смоленской государственной академии физической культуры, спорта и туризма.
В 2019 году завоевал бронзу Кубка Европы по зимним метаниям в Шаморине, выиграл чемпионат России, принял участие в чемпионате мира в Дохе, а также стал серебряным призёром Всемирных военных игр в Ухане.

## Основные результаты

### Международные
| Год  | Соревнования                                   | Место проведения      | Место | Результат |
| ---- | ---------------------------------------------- | --------------------- | ----- | --------- |
| 2009 | Чемпионат мира среди юношей                    | Брессаноне, Италия    | 4     | 70,71 м   |
| 2009 | Европейский юношеский Олимпийский фестиваль    | Тампере, Финляндия    | 2     | 72,63 м   |
| 2013 | Кубок Европы по зимним метаниям среди молодёжи | Кастельон-де-ла-Плана | 6     | 67,11 м   |
| 2013 | Чемпионат Европы среди молодёжи                | Тампере, Финляндия    | 7     | 69,40 м   |
| 2014 | Кубок Европы по зимним метаниям среди молодёжи | Лейрия, Португалия    | 2     | 70,01 м   |
| 2019 | Кубок Европы по зимним метаниям                | Шаморин, Словакия     | 3     | 76,33 м   |
| 2019 | Чемпионат мира                                 | Доха, Катар           | 12    | 75,14 м   |
| 2019 | Всемирные военные игры                         | Ухань, Китай          | 2     | 75,26 м   |

### Национальные
| Год  | Соревнования                                          | Место проведения | Место | Результат |
| ---- | ----------------------------------------------------- | ---------------- | ----- | --------- |
| 2015 | Зимний чемпионат России по длинным метаниям           | Адлер            | 3     | 71,05 м   |
| 2015 | Чемпионат России                                      | Чебоксары        | 8     | 71,27 м   |
| 2016 | Зимний чемпионат России по длинным метаниям           | Адлер            | 6     | 71,48 м   |
| 2016 | Чемпионат России                                      | Чебоксары        | 4     | 74,46 м   |
| 2017 | Зимний чемпионат России по длинным метаниям           | Адлер            | 3     | 73,83 м   |
| 2017 | Чемпионат России                                      | Жуковский        | 4     | 74,42 м   |
| 2018 | Командный зимний чемпионат России по длинным метаниям | Адлер            | 1     | 77,29 м   |
| 2018 | Чемпионат России                                      | Казань           | 4     | 73,48 м   |
| 2019 | Чемпионат России                                      | Чебоксары        | 1     | 77,17 м   |